# استیفان گرچتین
استیفان گرچتین (انگلیسی: Stéphane Grichting؛ زادهٔ ۳۰ مارس ۱۹۷۹) یک بازیکن فوتبال اهل سوئیس است.
وی همچنین در تیم ملی فوتبال سوئیس بازی کرده‌است.